# جزیره مرجانی بانگرام
بانگارام یک جزیره مرجانی در قلمرو اتحادیه لاکشادویپ، هند است.

## جغرافیا
این جزیره تقریباً شکلی مستطیلی دارد و طول آن ۸٫۱ کیلومتر و حداکثر عرض آن ۴٫۲ کیلومتر است.  و مساحت کولاب ۳۶ کیلومتر مربع (۱۴ مایل مربع) است. این جزیره در ۴۰۰ کیلومتری (۲۵۰ مایل) کوچی و ۵۲۵ کیلومتری (۳۲۶ مایل) از بندر کولام در اقیانوس هند واقع شده‌است.
جزیره مرجانی بانگرام حدود ۷ کیلومتری (۴٫۳ مایل) در شمال شرقی جزیره آگاتی و ۲۵ کیلومتری (۱۶ مایل) جنوب شرقی پرومال پار واقع شده است.

## نگارخانه

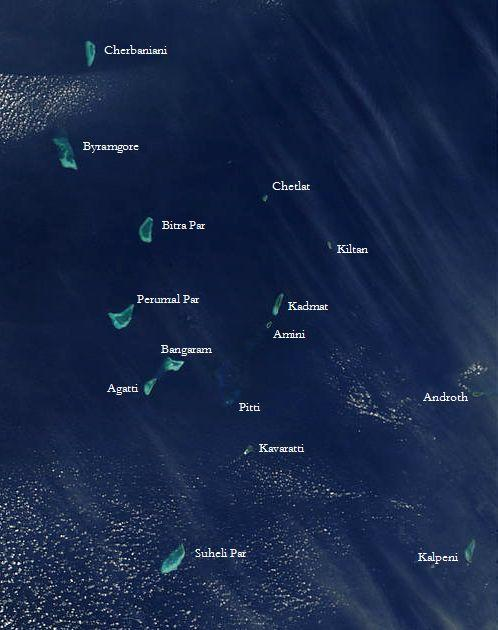
تصویر ماهواره‌ای نشان‌دهنده آب‌سنگ مرجانی لاکشادویپ به جز مینیکوی
نقشه
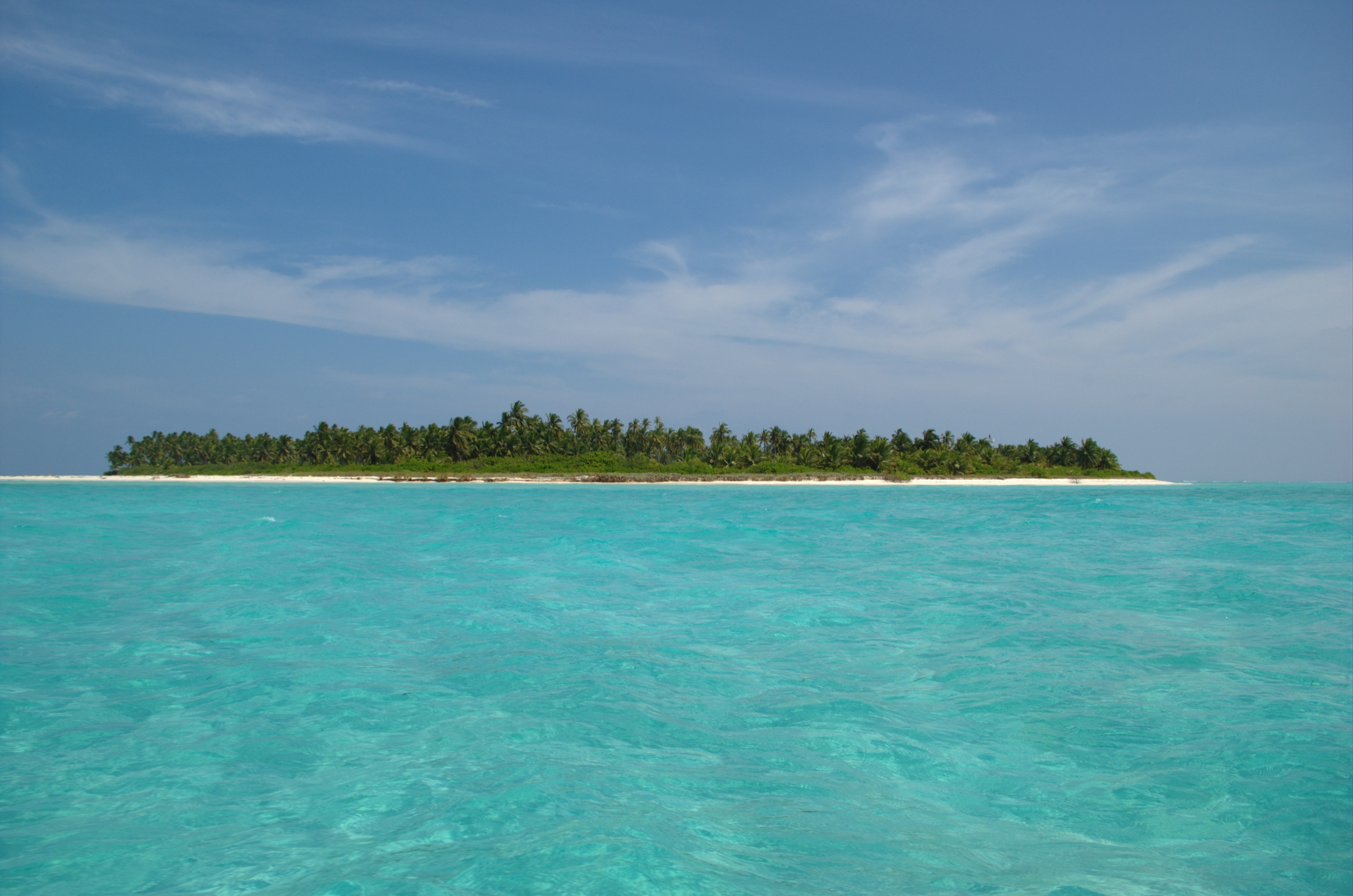
یکی از جزایر جزیره بانگرام
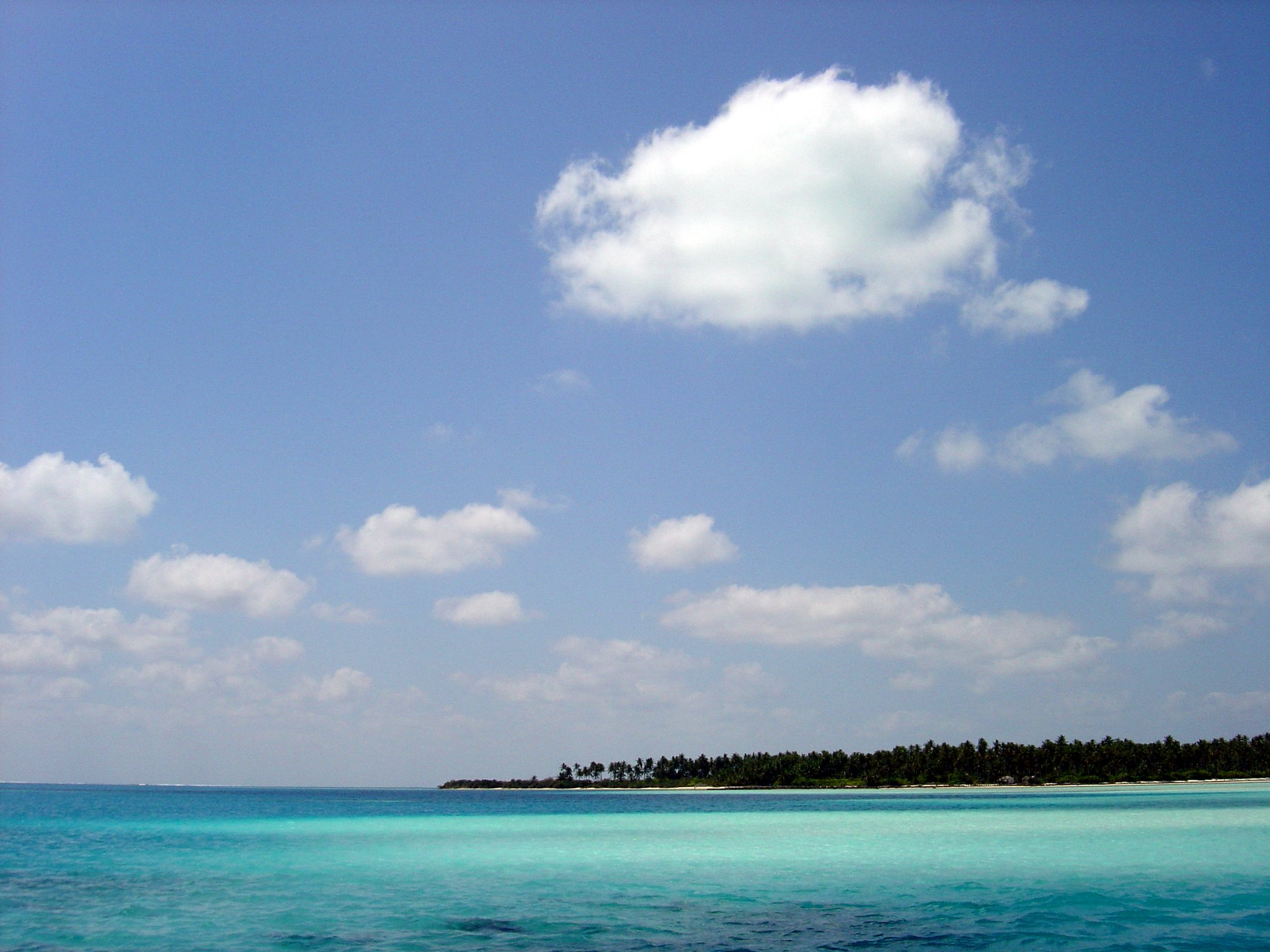
نمایی از کولاب واقع در جزیره بانگرام